# Mjasiščev VM-T
Mjasiščev VM-T Atlant (rus: Мясищев ВМ-Т «Атлант»,  "VM-T" so inicialke letalskega konstruktorja Vladimirja Mjasiščeva, T pa za transport) je bilo sovjetsko transportno letalo za tovore velikih dimenzij. VM-T je bil predelan strateški bombnik Mjasiščev M-4 za prevoz delov raket in raketoplana Buran. Znan je tudi kot 3M-T.
Z načrtovanjem so začeli leta 1978, ko so zaprosili Mjasiščeva za letalo, ki bi lahko prevažalo rakete in druga vesoljska plovila na kozmodrom Bajkonur. Inženirji so uporabili staro letalo 3M (predelan bombnik M-4) in spremenili konfiguracijo repa v dvojnega, tako da so repne kontrolne površine izven turbulentnega toka, ki ga povzroča tovor na vrhu trupa. Preuredili so tudi krmilni sistem letal.
Atlant je prvič poletel leta 1981, s tovorom pa januarja 1982. Glavna naloga je bilo prevažanja potisnikov za raketo Energija na Bajkonur. Velikokrat je prevažal tudi raketoplan Buran.
Zgradili so dve letali. Leta 1989 ju je zamenjal orjaški An-225 Mrija. En Atlant je situiran na letališču Žukovski, drugi pa v letalskem oporišču Rjazan.

## Tehnične specifikacije
- Posadka: 5
- Tovor: 50 000 kg (110 200 lb)
- Dolžina: 51,2 m (167 ft 11 in)
- Razpon kril: 53,6 m (174 ft 5 in)
- Višina: 10,6 m (34 ft 9 in)
- Prazna teža: 75 740 kg (166 980 lb)
- Maks. vzletna teža: 192 000 kg (423 300 lb)
- Motorji: 4 × turboreaktivni motorji RKBM/Kolesov VD-7MD, vsak 105,45 kN (23 706 lbf) potiska

- Maks. hitrost: 500 km/h (311 mph)
- Dolet: 1 500 km (932 mi)
- Višina leta (servisna): 8 000 – 9 000 m (26 245 – 29 525 ft)
- Razmerje potisk/teža: 0,224 (pri MTOW)